# Zweiter Arbeitsmarkt
Unter Zweiter Arbeitsmarkt versteht man im arbeitssoziologischen Sinn alle nicht-erwerblichen oder mit reduziertem Lohn entgoltenen, berufsgleichen oder -ähnlichen Funktionen, die in den meisten Fällen außerhalb der eigenen vier Wände ausgeübt und praktisch immer von einer institutionellen Trägerschaft organisiert werden, unabhängig davon, ob diese dafür vom Staat, den Kirchen oder von Stiftungen o. ä. subventioniert werden oder nicht. In der Allgemeinheit ist vor allem der staatlich subventionierte Zweite Arbeitsmarkt bekannt. Der sogenannte Zweite Arbeitsmarkt ist in den meisten Fällen kein Markt, auf dem Angebot und Nachfrage aufeinandertreffen. Er ist daher trotz der ähnlichen Namensgebung kein Arbeitsmarkt, sondern eine Beschäftigung, die nicht in der Wirtschaft, sondern in der Sozialarbeit Bedeutung hat.

## Begriff
Der Begriff Zweiter Arbeitsmarkt ist nicht abschließend und allgemein anerkannt definiert. Im weiteren Wortsinn werden teilweise auch Tätigkeiten im Rahmen von Bürgerarbeit und Freiwilligenarbeit dazu gezählt. Durch die offiziellen Beschäftigungsprogramme wird der Begriff Zweiter Arbeitsmarkt sehr oft mit staatlich gefördertem Arbeitsmarkt gleichgesetzt.
In Deutschland werden Beschäftigungsprogramme für Menschen mit wenig Chancen auf dem Ersten Arbeitsmarkt auch als Dritter Arbeitsmarkt bezeichnet und in der Politik wie in der Literatur verwendet. In der Schweiz ist der Begriff Dritter Arbeitsmarkt selbst in der Fachpresse bedeutungslos; oft ist der Begriff Arbeitseinsatz anzutreffen, der in der Schweiz nicht historisch belastet ist.
Arbeiten im Rahmen des Zivildienstes werden in der Literatur selten als Zweiter Arbeitsmarkt bezeichnet, obwohl auf funktionaler Ebene Analogien vorhanden sind.

## Situation in Deutschland
In Deutschland bezeichnet man mit Zweiter Arbeitsmarkt alle staatlich subventionierten Arbeitsverhältnisse. Zu diesen gehören vor allem die Arbeitsbeschaffungsmaßnahmen (ABM) sowie die Strukturanpassungsmaßnahmen (SAM).
Ziel des Zweiten Arbeitsmarktes ist insbesondere, dass die dort Beschäftigten besser in den regulären (ersten) Arbeitsmarkt integriert werden können. In der kritischen Presse wird den Maßnahmen vorgeworfen, dass sie wenig effizient seien.
Dem Zweiten Arbeitsmarkt kommt vor allem in Ostdeutschland eine große Bedeutung zu, wo er eher genutzt wird, um die Arbeitslosigkeit zu senken, und weniger, um die dort Beschäftigten beruflich zu fördern. Er dient damit dem sozialen Frieden.
Mit dem Hartz-Konzept wurden die für subventionierte Arbeit zur Verfügung stehenden Geldmittel deutlich reduziert und versucht, die Effizienz der Maßnahmen zu erhöhen.

## Situation in der Schweiz
Der Zweite Arbeitsmarkt spielt in der Schweiz vor allem für sogenannte ausgesteuerte Personen eine Rolle. Dies sind Leute, die von der Sozialhilfe leben, weil sie von der Arbeitslosenversicherung keine Leistungen mehr erhalten. 2005 wurden im Rahmen einer Studie im Auftrag des Staatssekretariates für Wirtschaft etwas über 1000 Ausgesteuerte über ihre Situation befragt. 48 Prozent verfügten bereits wieder über eine Arbeit. Nur gerade drei Prozent waren in einem Beschäftigungsprogramm (Zweiter Arbeitsmarkt). Die Möglichkeit der Teilnahme an einer Arbeit gilt allgemein als beste Lösung zur Bewahrung des sozialen Friedens und für die Entfaltung des Individuums und seiner Begabungen.
In der Schweiz sind vor allem Abteilungen von Gemeindeverwaltungen oder Stiftungen Organisatoren von Arbeitseinsätzen für Menschen, die von der Sozialhilfe (gesetzliche wirtschaftliche Hilfe) leben (2003 war der Anteil der Sozialhilfe etwa drei Prozent am Total aller ausgerichteten Sozialleistungen in der Schweiz). Arbeitseinsatz-Stiftungen werden in der Regel vom zuständigen Kanton zugelassen. Daraufhin machen die Gemeinden mit den Stiftungen ihrer Wahl Rahmenverträge, damit sie Leute an die Stiftungen zuweisen können. Die Gemeinden bezahlen die Stiftungen für das Organisieren der Arbeitseinsätze. Die Stiftungen bieten selber Arbeitsplätze im Ersten Arbeitsmarkt an, um die Arbeit mit den Teilnehmenden des Zweiten Arbeitsmarktes zu organisieren. Die Finanzierung dieser Stiftungen soll für die öffentliche Hand unter dem Strich billiger kommen. Unter den Stiftungen gibt es teilweise Konkurrenzsituation. Die Soziologie der Sozialfirmen ist noch nicht systematisch erforscht, es gibt aber Ansätze der Systematisierung.
In einer Arbeitseinsatz-Stiftung des Zweiten Arbeitsmarktes wird die durch die Teilnehmenden erbrachte Arbeit rechnerisch oft mit einem reduzierten Lohn abgerechnet, der dadurch gegenüber der AHV und Arbeitslosenversicherung prämienpflichtig ist und auch eine Steuerpflicht auslöst. Ein Arbeitseinsatz im Zweiten Arbeitsmarkt hat dadurch den Charakter einer, im Vergleich zum ersten Arbeitsmarkt, lohnreduzierten Erwerbstätigkeit. Das Auszahlen von Sozialhilfe-Geldern kann in der Schweiz an die Bedingung einer Teilnahme an einem Arbeitseinsatz im Zweiten Arbeitsmarkt geknüpft werden. Im Kanton Genf haben Sozialhilfe-Beziehende ein Recht auf die Teilnahme an einem kantonalen Beschäftigungsprogramm. Dieses Recht wird teilweise als ineffizient kritisiert, weil es die wirtschaftlichen Möglichkeiten des Kantons übersteigt.
Arbeitseinsatz-Stiftungen organisieren auch Anlehren für junge Menschen mit abgebrochener Schule oder Berufsausbildung. Mit einer Anlehre kann ein Jugendlicher ein Eidgenössisches Berufsattest erreichen. Einzelne Stiftungen sind gleichzeitig auch tätig als Arbeitseinsatzorte für Zivildienst-Leistende.
Neben den kantonal zugelassenen Arbeitseinsatz-Stiftungen (erster Flügel des Zweiten Arbeitsmarktes) bestehen auch andere Arbeitseinsatz-Vereine und -Stiftungen, welche freiwillige Arbeiten für Sozialhilfe-Beziehende und andere organisieren, teils als tageweise oder projektspezifische Einsätze oder auch als normale berufliche Struktur (zweiter Flügel des Zweiten Arbeitsmarktes), zum Beispiel im Bergwald. Diese Vereine und Stiftungen haben nicht selten keine eigenen Angestellten und die Teilnehmenden werden nicht durch das Sozialamt zugewiesen. Die Arbeit erfolgt unentgeltlich und es wird kein Lohn abgerechnet. Ein Teilnehmer erhält sein Geld weiterhin vom Sozialamt. Freiwillige Arbeitseinsatz-Vereine oder -Stiftungen verkaufen bei Einsatz von Sozialhilfe-Beziehenden oft keine Güter oder Dienstleistungen (oder nur zu einem sehr geringen Preis zur Deckung von Materialkosten), weil dadurch die Gefahr eines Preisdumpings gegenüber dem ersten Arbeitsmarkt entstehen könnte. Der Vorteil von nicht offiziell zugelassenen Arbeitseinsatz-Vereinen (rein berufs- und branchenspezifische Zertifizierung aber teilweise vorhanden) liegt darin, dass sie einfache Arbeiten verrichten lassen, aber auch flexibel sind, für erfahrene Berufsleute professionelle Infrastrukturen bereitzustellen, um das Berufswissen erweitern zu können oder für Wenig-Qualifizierte Hilfestellungen anzubieten. Dadurch erhöht sich die Chance für einen Wiedereinstieg in den ersten Arbeitsmarkt. Das Einsatzfeld von freiwilligen Arbeitseinsatz-Vereinen sind Tätigkeiten zugunsten der Allgemeinheit oder steuerbefreite Non-Profit-Organisationen.
Ziele des Zweiten Arbeitsmarktes sind u. a. die tagesstrukturelle Einbindung von Erwerbssuchenden als auch eine bestimmte Zeitspanne durch einen erneuten, schriftlichen Arbeitsnachweis gegenüber künftigen Arbeitgebern kommunizieren zu können. Besonders bei suchtkranken Menschen wird eine solche Tätigkeit therapie-unterstützend eingesetzt. Kritiker monieren, dass die zwangsweise Einbindung von erfahrenen Berufsleuten in Strukturen, die teilweise stark auf die Bedürfnisse suchtabhängiger Menschen ausgerichtet sei, eine desozialisierende, infantilisierende und pädagogisierende Wirkung habe und den Verbleib in der Sozialhilfe verlängern könne. Die Neu-Beurteilung der Berufsbiographie durch das Sozialamt stehe in der Gefahr, sich an ein transrationales Orientierungsmodell anzulehnen, welches das Menschenrecht auf eigene Berufswahl und die weltanschauliche Neutralität des Staates strapaziere und von den Betroffenen als Zwangsbekehrung empfunden werden kann. Eine oft geäußerte Standardkritik an Arbeitseinsätzen ist, dass sie für den Staat zu teuer seien. Zudem bestehe die Gefahr, dass einzelne Firmen teilweise Kosten und gut bezahlte Arbeitsplätze einsparen, indem sie Produktionsprozesse an Sozialfirmen auslagern und dadurch Lohndumping betreiben würden.
Die Förderungs-Angebote für Ausgesteuerte im Kanton Zürich werden von den Sozialforschern der Hochschule Luzern in vier Typen eingeteilt: Typus 1 Abklärung und Standortbestimmung, Typus 2 Vermittlung in den ersten Arbeitsmarkt, Typus 3 Qualifizierung sowie Typus 4 Beschäftigung und Stabilisierung. Die Arbeitseinsatz-Projekte im Zweiten Arbeitsmarkt sind dem Typus 4 zuzuordnen. Im Kanton Zürich gab es Ende April 2010 davon 53 Angebote (von total 128 aller vier Typen mit 4.400 Jahresplätzen), aus denen die Gemeinden, die Regionalen Arbeitsvermittlungszentren RAV und die Invalidenversicherung (aufgrund des Charakter-Wechsels der IV von der Renten- zur Eingliederungs-Versicherung) als zuweisende Stellen auswählen konnten. 16 der Typus-4-Angebote hatten eine EduQua-Zertifizierung. Beim Typus 4 bezahlte eine Zürcher Gemeinde im Mittel 1298 Franken pro Monat für einen Arbeitseinsatz-Platz. Teilweise wurde davon wiederum ein Teil als Lohn an die Teilnehmenden ausbezahlt, was die Leistung der direkt an die Teilnehmenden ausbezahlte Sozialhilfe reduzierte.
Sozialforschende der Hochschule Luzern haben verschiedene Verbesserungsmöglichkeiten für die Organisation des Zweiten Arbeitsmarktes ausgemacht. Nach ihrer Ansicht gibt es teilweise Doppelspurigkeiten, Koordinationsprobleme, eine Unübersichtlichkeit der Angebote, schlecht aufeinander abgestimmte Einsätze für einen Teilnehmenden, wenig Vergleichsmöglichkeiten aufgrund begrifflicher Unklarheiten und keine einheitliche Grundlage zur Qualitätsüberprüfung und -entwicklung. Einzelne Arbeitseinsatz-Stiftungen begegnen diesen Problemstellungen durch einen modularen Aufbau eines Arbeitseinsatzes, um einem Teilnehmenden so zielgerichtet und damit kosteneffizient helfen zu können. Politische Kräfte warnen vor einer rein marktgesteuerten Kostenorientierung im Sozialwesen, weil die Totalisierung der Ökonomie ein Teil des Problems sei.
Für den Kanton Aargau wurde an der Fachhochschule Nordwestschweiz 2007 untersucht, welche Kategorien von Teilnehmenden am Zweiten Arbeitsmarkt zu erkennen sind: 2006 waren es 1365 Arbeitslose (Kunden der Arbeitslosenversicherung), 474 Ausgesteuerte (Sozialhilfe-Beziehende), 2624 Menschen mit Behinderung, 305 Asylsuchende/Flüchtlinge und 180 Gefangene im Justizvollzug in Lenzburg. Das sind total 4967 Personen an 3331 Einsatzplätzen mit fast 1,3 Mio. Einsatzstunden, also der Jahresarbeitszeit von rund 620 Mitarbeitenden. Dazu kamen die Zivildienst-Leistenden, deren Zahl für den Kanton Aargau nicht verfügbar sind, da der Zivildienst auf Bundesebene organisiert wird. 46 Prozent der erfassbaren Einsatzstunden wurden von der Kategorie Arbeitslose geleistet. 79 Prozent der Einsatzplätze entfielen auf die Kategorie Menschen mit Behinderung, welche 53 Prozent der Teilnehmenden organisierten.
Die Schweizerische Konferenz für Sozialhilfe SKOS schlug 2010 vor, eine Strategie für beruflich-soziale Integration zu verfolgen, welche nicht mehr auf den Ersten Arbeitsmarkt ausgerichtet sei, sondern sich auf Arbeitsmöglichkeiten im Zweiten Arbeitsmarkt konzentriere. Ziel seien Dauerarbeitsplätze für langzeitarbeitslose Sozialhilfebeziehende ohne Aussichten auf Integration in den Arbeitsmarkt. Der Fokus liege dabei auf der aktivierenden Sozialhilfe, welche der reinen Versorgung der Betroffenen mit Geldmitteln vorzuziehen sei. Viele Arbeiten und Dienstleistungen sind unter Marktbedingungen nicht mehr bezahlbar und können daher vom Zweiten Arbeitsmarkt wahrgenommen werden. Die SKOS schlägt ein Bundesgesetz zur Existenzsicherung und beruflich-sozialen Integration vor. Ein zuvor notwendiger Schritt sei, dass die Sozialhilfegesetzgebung Bundessache wird.